# Blog - La versione di Banfi
Blog - La versione di Banfi è stato un programma televisivo italiano di approfondimento politico, in onda di giovedì in prima serata su Rete 4 nel 2011, con la conduzione di Alessandro Banfi. La prima edizione del programma è andata in onda per tre puntate nel mese di luglio con il semplice titolo La versione di Banfi. Nonostante i bassi ascolti, Rete 4 decide di mandare, con alcuni cambiamenti al format, una seconda edizione, che prende il via il 15 settembre e, nelle intenzioni iniziali, si sarebbe dovuta concludere nel giugno dell'anno successivo, ma viene sospesa da Mediaset il 16 novembre in quanto gli ascolti non erano migliorati, scendendo anzi sotto il 3%.

## Edizioni

### Prima edizione
Nel luglio 2011 prende il via la prima edizione del programma, con il titolo La versione di Banfi, sotto forma di esperimento estivo. Nonostante i bassi ascolti, Mediaset decise di istituire una seconda edizione del programma.
| Puntata | Data           | Argomento della puntata                        | Telespettatori | Share |
| ------- | -------------- | ---------------------------------------------- | -------------- | ----- |
| 1       | 14 luglio 2011 | Inizio                                         | 651.000        | 3,69% |
| 2       | 21 luglio 2011 | La questione morale e quella settentrionale    | 848.000        | 4,59% |
| 3       | 28 luglio 2011 | La casta dei politici è diventata intoccabile? | 791.000        | 4,09% |

### Seconda edizione
La seconda edizione del programma è iniziata il 15 settembre 2011, con il titolo Blog - La versione di Banfi. Secondo le intenzioni di Mediaset, il programma doveva durare fino al giugno 2012, ma a causa dei bassi ascolti viene sospeso il 16 novembre 2011, non venendo più ripreso.
| Puntata | Data              | Argomento della puntata                    | Telespettatori | Share |
| ------- | ----------------- | ------------------------------------------ | -------------- | ----- |
| 1       | 15 settembre 2011 | La manovra finanziaria                     | 751.000        | 3,21% |
| 2       | 22 settembre 2011 | Siamo finiti in Serie B. Per colpa di chi? | 863.000        | 3,45% |
| 3       | 29 settembre 2011 | Crisi economica: ricette per uscirne       | 869.000        | 3,68% |
| 4       | 6 ottobre 2011    | La tragedia di Barletta                    | 952.000        | 3,84% |
| 5       | 13 ottobre 2011   | La crisi economica                         | 830.000        | 3,22% |
| 6       | 20 ottobre 2011   | La morte di Gheddafi                       | 916.000        | 3,46% |
| 7       | 27 ottobre 2011   | L'alluvione                                | 985.000        | 3,77% |
| 8       | 3 novembre 2011   | Giovani e pensionati                       | 776.000        | 2,77% |
| 9       | 10 novembre 2011  | L'ora delle responsabilità                 | 818.000        | 2,98% |

### Controversie
Definito da Davide Maggio come un programma di qualità pur essendo neutro ed incolore in quanto privo delle "risse" che spesso caratterizzano tanti altri talk show italiani (tra cui Ballarò e, in passato, Annozero), il programma è stato al centro di uno spiacevole fatto: il 13 ottobre 2011, l'inviata, in collegamento da Genova per raccontare in diretta la situazione precaria dei lavoratori della Fincantieri, è stata aggredita fisicamente dagli operai, i quali hanno iniziato a manifestare il loro malcontento verso la giornalista e la trasmissione con toni accesi e incivili. Ne è scaturita una rissa in diretta televisiva: gli operai citati hanno costretto Rete 4 ad interrompere il collegamento.

### Cast
Oltre al conduttore Alessandro Banfi (all'epoca dei fatti condirettore di Videonews), nel cast del programma troviamo anche Gabriele Petronio (come inviato della prima edizione: costui, secondo il conduttore, era "in prestito" da Le Iene, non in onda durante il periodo estivo, di cui Petronio è uno degli inviati) e la giornalista Monica Giandotti (come inviata della seconda edizione).